# 许进超
许进超（1961年6月23日—），男，湖南汩罗人，美籍华人数学家，宾夕法尼亚州立大学杰出教授，长江学者，知名于多层网格法和区域分解法方面的工作。

## 生平
1982年，获得湘潭大学学士学位。1984年获得北京大学硕士学位。1989年，获得康奈尔大学博士学位，师从詹姆斯·H·布拉姆博。

## 奖项和荣誉

### 奖项
- 1995年，冯康科学计算奖
- 2005年，洪堡研究奖

### 荣誉
- 2010年，国际数学家大会特邀报告
- 2012年，当选美国数学学会会士[3]
- 2023年，当选欧洲科学院（Academia Europaea）外籍院士[4]